# 鈴木重秀
鈴木 重秀（すずき しげひで）は、戦国時代から安土桃山時代にかけての紀伊国の武将。鉄砲傭兵集団雑賀衆の有力者。通称は孫一（重秀本人の自著による）。

## 概要
石山合戦で活躍した事で知られる雑賀孫一の事と言われるが、他の「孫一」（鈴木氏家督者の名とされる）と事跡が混同されることが多く、史料自体も乏しいことから、「孫一」の中からその足跡を識別するのは容易なことではない。ただし「重秀」の名は「本願寺文書」の自署があるため、「石山合戦で活躍した鈴木孫一」については鈴木重秀の事であると考えられている。
また、一般的には「雑賀孫一」として雑賀衆の頭目と称されることが多いが、雑賀衆全体を支配する指導者だった訳ではなく、そもそも雑賀衆自体がそこまで統制された組織ではなかった。石山合戦講和交渉の段階でも、「三下間」（頼廉、仲之、頼龍）に対して出された起請文は「雑賀一向宗」の四宿老と「雑賀衆」七人（孫一はこちらに含まれる）の連名であった。司馬遼太郎の小説『尻啖え孫市』にあるような「七万石の大名」というのも、それを伝えた『紀伊続風土記』自体が明らかな間違いとして指摘する通りである。ただし、織田・本願寺双方の文書が伝えるように、その軍事的才能は当時から高く評価されており、顕如からも別格の扱いを受けていたのは確かである。
生没年も明らかではないが、同じ雑賀の土豪である佐武伊賀守の『佐武伊賀覚書』によると、弘治3年（1557年）頃のこととされる名草郡の戦い（和佐荘と岩橋荘の間の土地争い）では、既にある程度の有力者として活躍していることから、その頃には20歳代には達していたものと考えられる。
家族関係も信頼できる史料はない。父は「鈴木佐大夫」（『紀伊続風土記』）説が一般的だが確かではなく、「鈴木左近大夫」（『太田水責記』）、「鈴木次郎左衛門光善」（『寛政重修諸家譜』）など、どれも信頼性に欠ける。子は「鈴木孫三郎重朝」ともいわれるが、重朝の家譜自体が、彼以前を「其先未詳」としている。『佐武伊賀覚書』によると、伯父（叔父?）に「宗忠」という人物がいたらしい。
『東京湯川家文書』永禄五年七月の起請文に「十ヶ郷 鈴木孫一殿」とあるのが年紀の確かな資料での初出（なお、十ヶ郷は和泉国に程近い紀ノ川北岸の河口近くであり、一般に馴染み深い「雑賀荘」はその対岸の、紀ノ川と和歌川と和歌浦に囲まれた地域を指す）。本拠は平井（現在の和歌山県和歌山市平井）。

## 生涯

### 石山合戦期
石山合戦では多くの雑賀衆と共に本願寺側として参戦し、鉄砲部隊大将として約5000丁の鉄砲で織田信長を苦しめた。重秀は下間頼廉と並んで「大坂之左右之大将」とまで称えられている。また、天正2年（1574年）10月には、足利義昭復権の協力者として真木島昭光（義昭の近臣）からの書状を受け取っている。
特に塙直政が戦死した天正4年(1576年)5月の天王寺の戦いでは、後詰として出陣した信長と直接対峙しており、双方に少なからぬ死傷者を出した。なお、この戦の後に京に孫一の偽首が晒された辺りからも、彼の武名の高さを伺うことができる。
この後も孫一は毛利軍による本願寺への補給手配のために播磨国に赴いたり、信長の雑賀攻撃を迎え撃ったり、信長に反旗を翻した荒木村重の有岡城の加勢に入ったり、と各地で活躍した。
しかし反信長勢力が各個撃破され、頼みの雑賀衆も内紛を抱えているとあり、結局本願寺は降伏。この時に信長との調整役を務めたとあるが、詳しいことは不明である。雑賀衆としては和睦派顕如支持と継戦派教如支持に分かれていたが、最終的には顕如派にまとまっている。
ここまで本願寺方の主力として動いていた孫一だが、講和後は信長に接近した。

### 織豊政権期
天正9年（1581年）には雑賀荘の土橋守重との対立が先鋭化、顕如の説諭も空しく、翌天正10年（1582年）1月23日には孫一の刺客による守重暗殺に至る。そして孫一派は信長の後援を得て守重派を攻撃し、同年2月8日には完全に勝利した。
しかし同年6月2日未明に本能寺の変が勃発。孫一は翌3日朝に変報を受け、その夜に出奔して織田信張の和泉国岸和田城に脱出した。この行動は「夜逃」とすら評されたが、翌4日には土橋派の孫一派攻撃が始まっており、危うく難を逃れたことになる。
その後2年ほど史料に現れないが、天正12年（1584年）の小牧・長久手の戦いに際しては、根来衆・雑賀衆ら紀州勢の多くが織田信雄・徳川家康側と連携して和泉に出兵する中、孫一は羽柴秀吉側で参戦している（8月の秀吉の陣立書に鉄砲頭の一人として「鈴木孫一殿 弐百」とある。これは鉄砲頭9人のうち最高数である）。
そして天正13年（1585年）の秀吉の紀州攻めに際しては、3月25日、太田城への降伏勧告の使者を務めており、役の終結後には息子を秀吉の人質に出した。「鈴木孫一重秀」の事跡として確実性が高いのはここまでである。以後は雑賀に戻った形跡がなく、死ぬまで大坂で過ごしたものと考えられる。
なお、この時人質に出された子が後に豊臣家の鉄砲頭となった「鈴木孫一郎」とも。

## 関連作品

### 小説
- 今村翔吾『孫一と蛍』（『戦国武将伝 西日本編』収録、PHP研究所、2023年）